# Aberto de Tênis da Bahia

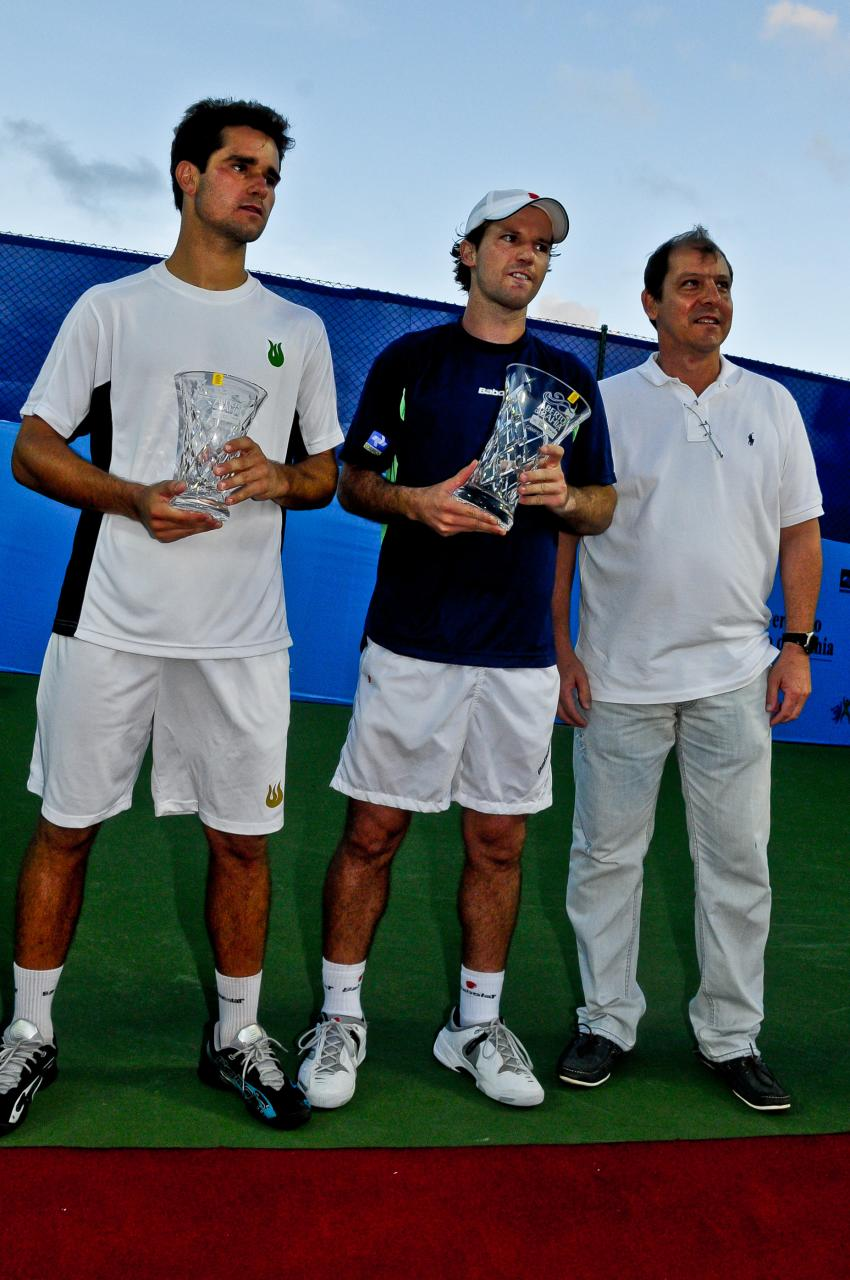
Ricardo Mello e Thiago Alves: finalistas do Aberto de 2010.

O Aberto de Tênis da Bahia é uma competição de tênis masculino disputada na Região Metropolitana de Salvador no Bahia Plaza Resort, dentro do Condomínio Busca-Vida. Faz parte dos torneios denominados Challenger sob a responsabilidade da ATP e iniciou-se em agosto de 2010.
A primeira edição foi vencida pelo brasileiro Ricardo Mello, levou o prêmio de US$ 30 mil.

## Edições

### Simples
| Ano  | Campeão       | Vice-campeão | Placar         |
| ---- | ------------- | ------------ | -------------- |
| 2010 | Ricardo Mello | Thiago Alves | 5-7, 6-4 e 6-4 |

### Duplas
| Ano  | Campeões                 | Vice-campeões                   | Placar   |
| ---- | ------------------------ | ------------------------------- | -------- |
| 2010 | Franco Ferreiro André Sá | Uladzimir Ignatik Martin Kližan | 6–2, 6–4 |